# Personen, die zu Lebzeiten auf einer Briefmarke der DDR abgebildet wurden
Diese Liste gibt einen Überblick über die Personen, die zu Lebzeiten auf einer Briefmarke der DDR abgebildet wurden.
Ähnlich wie in der Bundesrepublik Deutschland durften auch in der Deutschen Demokratischen Republik grundsätzlich keine lebenden Personen, ausgenommen das Staatsoberhaupt, auf Briefmarken abgebildet werden.
Von dieser Vorgabe wurde jedoch mehrfach abgewichen. Bereits im Dezember 1951 wurden auf einer Ausgabe für die „Deutsch-sowjetische Freundschaft“ der Stalinpreisträger Pawel Bykow und der Nationalpreisträger Erich Wirth abgebildet. Daneben wurde meist Staatsmännern befreundeter Staaten die Ehre einer Abbildung auf einer Briefmarke zuteil. Auch  sowjetische Kosmonauten, die zu offiziellen Besuchen in der DDR weilten, und der erste deutsche Kosmonaut, Sigmund Jähn (fünf Motive), wurden ins Markenbild gerückt.
1965 gab es für Albert Schweitzer zum 90. Geburtstag die einzige Ausnahme einer Briefmarke zu Lebzeiten einer Person, die im engeren Sinne nicht politisch motiviert war.
Eine der letzten in der DDR erschienenen Briefmarken zeigte mit Papst Johannes Paul II. zu dessen 70. Geburtstag 1990 letztmals eine lebende Person.

## Markenliste
| Bild                                                                   | Person | Ausgabeanlass                                                      | Ausgabedatum                    | Mi.-Nr.                                                                    |
|                                                                        | Wilhelm Pieck | Erster Präsident der DDR Dauermarkenserie: Präsident Wilhelm Pieck | 27. Mai 1950 bis 1958           | 251–255, 322–326, 342, 343, 622, 623,                                      |
|                                                                        | Wilhelm Pieck, Bolesław Bierut | Deutsch-polnische Freundschaft                                     | 22. April 1951                  | 284, 285                                                                   |
|                                                                        | Mao Zedong | Deutsch-chinesische Freundschaft                                   | 27. Juni 1951                   | 286, 288                                                                   |
|                                                                        | - 12 Pfg: Stalinpreisträger Pawel Bykow und Nationalpreisträger Erich Wirth - 24 Pfg: Josef Stalin und Wilhelm Pieck | Monat der Deutsch-sowjetischen Freundschaft                        | 1. / 15. Dezember 1951          | 296, 297                                                                   |
|                                                                        | Klement Gottwald | Staatsbesuch des Staatspräsidenten der Tschechoslowakei            | 1. Mai 1952                     | 302                                                                        |
|                                                                        | Wilhelm Pieck | Erster Präsident der DDR 5 Jahre DDR                               | 6. Oktober 1954                 | 443, 444                                                                   |
|                                                                        | Wilhelm Pieck | 83. Geburtstag                                                     | 3. Januar 1959                  | 673                                                                        |
|                                                                        | Walter Ulbricht | Dauermarkenserie: Staatsratsvorsitzender Walter Ulbricht           | 29. August 1961 bis Juli 1972   | 845–848, 934–938, 1080, 1331, 1540, 968, 969, 1087, 1088, 1481, 1482, 1689 |
| 127px, die zu Lebzeiten auf einer Briefmarke der DDR abgebildet wurden | Kosmonaut Juri Gagarin im Raumschiff | Erster bemannter Weltraumflug                                      | 20. April 1961                  | 823                                                                        |
|                                                                        | German Stepanowitsch Titow und Walter Ulbricht - 5 Pfg: G. S. Titow mit Jungen Pionieren - 10 Pfg: G. S. Titow in Leipzig - 15 Pfg: G. S. Titow im Raumschiff Wostok 2 - 20 Pfg: G. S. Titow erhält von W. Ulbricht den Karl-Marx-Orden - 40 Pfg: G. S. Titow und W. Ulbricht auf der Fahrt durch Berlin | Besuch des sowjetischen Kosmonauten German S. Titow                | 11. Dezember 1961               | 863–866, 868                                                               |
|                                                                        | Pawel Popowitsch und Andrijan Nikolajew | Erster Gruppenflug der Raumschiffe Wostok 3 und Wostok 4           | 13. September 1962              | Block 17 917                                                               |
|                                                                        | Juri Gagarin, German Titow, Andrijan Nikolajew, Pawel Popowitsch | 5 Jahre sowjetische Weltraumflüge                                  | 28. Dezember 1962               | Kleinbogen 926–933                                                         |
|                                                                        | Walentina Tereschkowa und Waleri Bykowski | Gruppenflug der Raumschiffe Wostok 5 und Wostok 6                  | 18. Juli 1963                   | Zusammendruck 970–971                                                      |
|                                                                        | Walentina Tereschkowa und Juri Gagarin - 10 Pfg: W. Tereschkowa; Raumschiff nach dem Start - 20 Pfg: W. Tereschkowa; Kundgebung - 20 Pfg: J. Gagarin; Kundgebung - 25 Pfg: W. Tereschkowa; Blick durch Bordfenster eines Raumschiffs                                                                     | Besuch sowjetischer Kosmonauten                                    | 17. Oktober / 19. November 1963 | 993–996                                                                    |
|                                                                        | Nikita Chruschtschow - 25 Pfg: Nikita Chruschtschow mit Arbeitern - 40 Pfg: Nikita Chruschtschow mit Juri Gagarin und Walentina Tereschkowa | 70. Geburtstag von Nikita Chruschtschow                            | 15. April 1964                  | 1020–1021                                                                  |
|                                                                        | Albert Schweitzer († 4. September 1965) - 10 Pfg: „Der große Humanist und Arzt“ - 20 Pfg: „Der Kämpfer gegen Krieg und Atomtod“ - 25 Pfg: „Der Musiker und Bachinterpret“ | 90. Geburtstag                                                     | 14. Januar 1965                 | 1084–1086                                                                  |
|                                                                        | Pawel Beljajew und Alexei Leonow | Start des sowjetischen Raumschiffes Woschod 2                      | 15. April 1965                  | 1098                                                                       |
|                                                                        | Alexei Leonow | Start des sowjetischen Raumschiffes Woschod 2                      | 15. April 1965                  | 1099                                                                       |
|                                                                        | Sowjetische Kosmonauten: - 20 Pfg: Alexei Leonow vor dem Brandenburger Tor - 20 Pfg: Stilisiertes Weltraumschiff und beide Kosmonauten - 25 Pfg: Pawel Beljajew vor dem Roten Rathaus | Besuch sowjetischer Kosmonauten                                    | 1. Oktober 1965                 | Zusammendruck 1138–1140                                                    |
|                                                                        | Walter Ulbricht | 20 Jahre Sozialistische Einheitspartei Deutschlands                | 31. März 1966                   | 1177                                                                       |
|                                                                        | Walter Ulbricht | Staatsratsvorsitzender 75. Geburtstag                              | 27. Juni 1968                   | 1383                                                                       |
|                                                                        | Alexei Leonow | 10 Jahre bemannte sowjetische Weltraumflüge                        | 11. Februar 1971                | Kleinbogen 1636–1643                                                       |
|                                                                        | Leonid Breschnew und Erich Honecker | 25 Jahre Gesellschaft für Deutsch-Sowjetische Freundschaft         | 24. Mai 1972                    | 1760                                                                       |
|                                                                        | Luis Corvalán | Solidarität mit dem chilenischen Volk                              | 5. November 1973                | 1890                                                                       |
|                                                                        | Sigmund Jähn | Erster deutscher Kosmonaut                                         | 21. September 1978              | 2361                                                                       |
|                                                                        | Waleri Bykowski und Sigmund Jähn | Deutscher Kosmonaut an Bord der Sojus 31                           | 21. September 1978              | Block 53 2363                                                              |
|                                                                        | Waleri Bykowski und Sigmund Jähn | 40. Jahrestag der Befreiung vom Faschismus                         | 7. Mai 1985                     | 2941                                                                       |
|                                                                        | - 40 Pfg: Juri Gagarin; Rakete „Wostok“ - 50 Pfg: Kosmonauten Waleri Bykowski und Sigmund Jähn, Orbitalkomplex und Interkosmos-Emblem - 70 Pfg: Venussonde Venera, Fourier-Spektrometer und Umlaufbahn um die Venus - 85 Pfg: Multispektralkamera MKF-6, Orbitalkomplex, Flugzeug und Forschungsschiff   | 25 Jahre bemannter Raumflug                                        | 25. März 1986                   | Zusammendruck 3005–3008                                                    |
|                                                                        | - 5 Pfg: Kosmonauten Sigmund Jähn und Waleri Bykowski beim Signieren der Landekapsel des Raumschiffs Sojus 29 - 10 Pfg: Gleiches Motiv wie 5 Pfennig - 10 Pfg: Kleinbogen mit vier identischen Marken, Motiv wie 5 Pfennig                                                                               | 10. Jahrestag des gemeinsamen Weltraumfluges UdSSR–DDR             | 21. Juni 1988 30. August 1988   | 3170, 3190, Kleinbogen mit Marke 3190                                      |
|                                                                        | Papst Johannes Paul II. | 70. Geburtstag                                                     | 15. Mai 1990                    | 3337                                                                       |

Beispiele für lebende Personen, die symbolisch für die auf der Marke dargestellten Themen stehen:
| Bild | Person | Ausgabeanlass                                                                              | Ausgabedatum   | Mi.-Nr. |
|      | Da das Regenbogentrikot nur vom amtierenden Weltmeister getragen werden darf und die Marke 1960 herausgegeben wurde, kann auf Gustav-Adolf Schur geschlossen werden. | UCI-Straßen-Weltmeisterschaften 1960 vom 13. und 14. August                                | 3. August 1960 | …       |
|      | Ingrid Krämer | Olympische Sommerspiele 1964; Olympische Spiele auf Briefmarken der Deutschen Post der DDR | 1964           | …       |
|      | Ursula Böttcher und der legendäre Todeskuss | Zirkuskunst der DDR                                                                        | 1978           | …       |